# Forgács Dávid
Forgács Dávid Péter (Szeged, 1995. június 29. –) magyar korosztályos válogatott labdarúgó, a Siófok hátvédje.

## Pályafutása

### Klubcsapatokban
2017 és 2019 között két évig a Diósgyőri VTK játékosa volt. 2020 januárjában az NB II-es Nyíregyházához szerződött.  2020 nyarán a Paks szerződtette, majd kölécsönadta a másodosztályban szereplő Szentlőrinc SE-nek. 2021 nyarán az ETO FC Győr játékosa lett.

### A válogatottban
Tagja volt a 2014-es U19-es labdarúgó-Európa-bajnokságon részvevő magyar U19-es labdarúgó-válogatottnak. A magyar U20-as labdarúgó-válogatott tagjaként részt vett a 2015-ös U20-as labdarúgó-világbajnokságon és gólt szerzett Észak-Korea ellen .

## Statisztika

### Klub
| Klub             | Szezon   | Bajnokság | Bajnokság | Kupa  | Kupa | Ligakupa | Ligakupa | Nemzetközi | Nemzetközi | Összesen | Összesen |
| Klub             | Szezon   | Mérk.     | Gól       | Mérk. | Gól  | Mérk.    | Gól      | Mérk.      | Gól        | Mérk.    | Gól      |
| ---------------- | -------- | --------- | --------- | ----- | ---- | -------- | -------- | ---------- | ---------- | -------- | -------- |
| Atalanta BC      | 2014–15  | 0         | 0         | 0     | 0    | 0        | 0        | —          | —          | 0        | 0        |
| Atalanta BC      | Összesen | 0         | 0         | 0     | 0    | 0        | 0        | 0          | 0          | 0        | 0        |
| AC Pisa          | 2015–16  | 10        | 0         | 1     | 0    | 0        | 0        | —          | —          | 11       | 0        |
| AC Pisa          | Összesen | 10        | 0         | 1     | 0    | 0        | 0        | 0          | 0          | 11       | 0        |
| Ancona           | 2016–17  | 21        | 0         | 2     | 1    | 0        | 0        | —          | —          | 23       | 1        |
| Ancona           | Összesen | 21        | 0         | 2     | 1    | 0        | 0        | 0          | 0          | 23       | 1        |
| Karrier összesen |          | 31        | 0         | 3     | 1    | 0        | 0        | 0          | 0          | 34       | 1        |

### Válogatott góljai
| 1                        | 2015. június 1. | Stadium Taranaki, New Plymouth, Új-Zéland | Észak-Korea | 1–4 | 1–5 | 2015-ös U20-as labdarúgó-világbajnokság |
| 2015. június 1. szerint. |                 |                                           |             |     |     |                                         |

## További információ
- Forgács Dávid adatlapja a Transfermarkt oldalán (angolul)
- Forgács Dávid adatlapja a Soccerway oldalon (angolul)
- Forgács Dávid adatlapja a Magyarfutball oldalán
- Forgács Dávid adatlapja az MLSZ Adatbank oldalán